# Édouard Amiot
Pour les articles homonymes, voir Amiot.
Charles Édouard Amiot, né le 28 janvier 1882 à Vieux-Thann et mort le 16 mars 1952, est un militaire, industriel et homme politique français.

## Biographie
Né dans une famille d'ouvriers de l'Alsace annexée, Édouard Amiot s'engage dans la légion étrangère française à l'âge de seize ans en 1898. Il participe ainsi aux opérations militaires de la colonisation en Afrique du Nord, en Extrême-Orient et à Madagascar.

De retour en métropole en 1906, il achève son instruction militaire à l'école d'officiers de Cherbourg et obtient le grade de sous-lieutenant. Blessé lors de la campagne du Maroc (1911-1914), il est nommé chevalier de la Légion d'honneur.

S'étant distingué comme aviateur pendant la Première Guerre mondiale, il est décoré de la Croix de guerre. Quelques mois avant la fin du conflit, il est nommé à l'état-major général de l'Armée, qu'il quitte en 1920 avec le grade de lieutenant-colonel.
Devenu industriel, il dirige les tuileries Gilardoni d'Altkirch avant de fonder en 1925 la « Société des chaux et ciments Portland du Haut-Rhin » exploitant la cimenterie de cette ville. Élu conseiller municipal d'Altkirch en 1929, il est élu adjoint du maire (UDR) Paul Jourdain en 1935.
Mobilisé dans l'armée de l'air en 1939, il continue la lutte après le 18 juin 1940 en entrant dans la Résistance.

À la Libération, il est élu maire d'Altkirch, puis réélu en 1947. Il est également conseiller général, représentant le canton d'Altkirch et président du Conseil général du Haut-Rhin entre 1945 et 1949.
Membre du MRP, il est élu au Conseil de la République (sénateur) en 1946 et le quitte deux ans plus tard.

## Hommages
Une rue d'Altkirch porte son nom.